# Frumușani
Frumușani – wieś w Rumunii, w okręgu Călărași, w gminie Frumușani. W 2011 roku liczyła 2916 mieszkańców.